# DK’Tronics
dK’Tronics — британская компания, основанная в 1981 году. Её деятельность в основном относится к 1980-м гг, когда компания по большей части занималась разработками аппаратного обеспечения для платформ ZX Spectrum и Amstrad CPC. В то же время её сотрудники занимались выпуском компьютерных игр для ZX Spectrum, Commodore 64, Commodore VIC-20, BBC Micro, Memotech, MSX и Amstrad.

## История
Первым продуктом компании стало расширение оперативной памяти для ZX80 до 16 Кб, которое было выпущено до того, как появился ZX81. В это время компания состояла только из Дэвида Хеласа, работающего в свободное время из своего интереса к электронике. После того, как вышел ZX81, Дэвид переключился на полную занятость по разработке, сборке и пересылке из его дома. К концу 1981 года у него уже было четверо нанятых работников. Производство аппаратного обеспечения включало в себя новые клавиатуры для ZX81 и в последующем для ZX Spectrum.
К 1984 году dK’Tronics имела штат около 50 человек, Дэвид Хелас являлся директором по управлению. Он также искал возможность стать производителем компьютеров, в частности, процессоров низкой стоимости, используемых для рынка досуга. Одним из планов было создание интегрированного экрана и музыкальной клавиатуры.
Благодаря успеху компании и хорошему освещению в прессе, в 1985 году dK’Tronics обратились к руководству Currah (которые были известны производством периферийных синтезаторов речи Microspeech). После переговоров dK’Tronics приобрела Currah за «приличную пятизначную сумму». Во время сделки были приобретены технологии: microSource и ассемблер/Форт для ПЗУ компьютера.

## Программное обеспечение
Известно, что Дэвид Хелас критично относился в игровой прессе к суматохе других компаний-разработчиков, и гордился профессиональным подходом, принятым в dK’Tronics.
Разрабатываемое программное обеспечение выпускалось с 1982 по 1985 год, и над его созданием трудились программисты на профессиональной и постоянной основе. Одним из известных сотрудников компании является Дон Пристли.